# Jean Curtius
Jean Curtius (Lieja, Principado de Lieja, 1551 - Liérganes, Cantabria, 12 de julio de 1628), fue un empresario industrial y financiero del principado de Lieja, hijo de Jacques de Corte y Helwy de Doerne. Fue conocido en España como Juan Curcio.
Habiendo obtenido el monopolio del suministro de pólvora para los ejércitos españoles, logró, gracias al comercio de armas y salitre, acumular una fortuna considerable.

## Biografía
Nació en 1551 en  Basse Sauveniêre, localidad próxima a Lieja perteneciente a la provincia belga de Luxemburgo, en una vivienda conocida como la mansión Thorette, y dentro de una familia adinerada. Fue el menor de cuatro hermanos.
Su padre, Jacques de Corte,  era Notario Oficial de la Ciudad de Lieja bajo el reinado del Príncipe-Obispo de Lieja Jorge de Austria, pero murió cuando Jean tenía sólo seis años.
Se casó con Petronila de Braaz-Monfort,  perteneciente a una rica e influyente familia de comerciantes, y de la cual heredaría una importante fortuna. 
Gracias a la influencia de sus suegros sobre los príncipes-obispos, obtuvo su apoyo en sus futuras y florecientes empresas industriales. Desde 1581 sería comisario general de municiones de guerra bajo el rey Felipe II.
En Lieja, Ernesto de Baviera lo nombró medidor oficial en 1587 antes de concederle el monopolio de la fabricación de salitre, en una época en la que reinaba una guerra en Europa, lo que le permitió desarrollar su comercio de pólvora y posteriormente de armas.
Poseyó una mina de carbón y desarrolló una industria en la localidad de Vaux-sous-Chêvremont.
Su cargo como «Comisario General de Suministros de Guerra» durante los reinados de Felipe II y Felipe III le proporcionaría una importante fortuna que le permitió acometer importantes obras y adquisiciones.

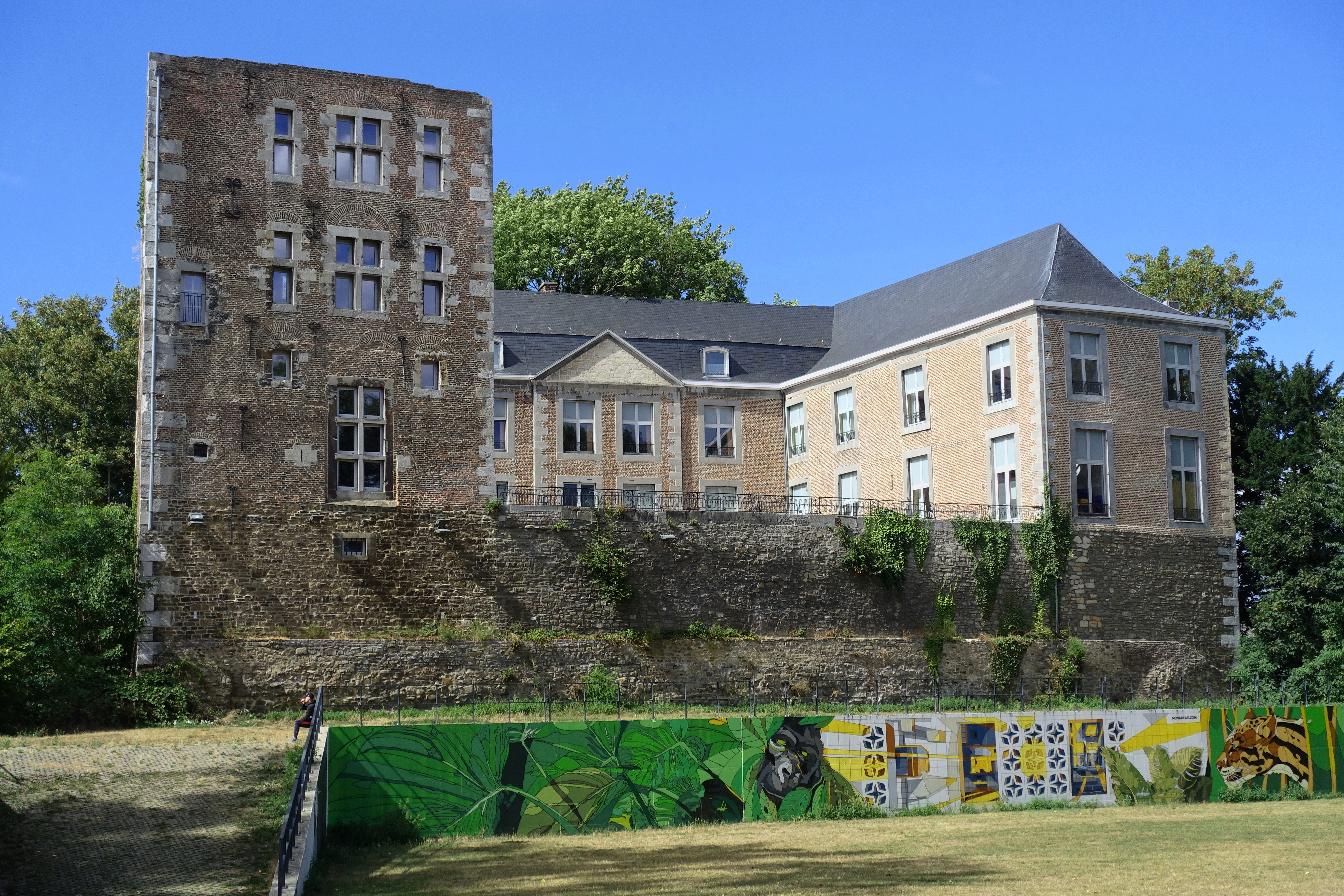
Castillo de Oupeye.

El 19 de agosto de 1595 compra un molino en esta localidad y amplía las instalaciones, construyendo una muralla, mejorando el canal y levantando un edificio a modo de fuerte con foso. Destina el complejo a la fabricación de pólvora y el 24 de mayo de 1605 adquiere la isla que forma el canal y el río Vesdre, y que es llamada isla de Ster. Allí levantó una gran industria metalúrgica que funcionó hasta 1955 y hoy está reconvertida como un complejo hotelero. En los márgenes del río Mosa construye otros molinos, ferrerías e instalaciones para el laminado del hierro. Sus negocios como Comisionario General de Provisiones de Guerra durante los reinados de Felipe II y Felipe III le generan una importante fortuna que le permite poseer los castillos de Oupeye y Grand Aaz, así como su propia mansión, construida entre 1600 y 1610 en Lieja y que actualmente es un museo de artes decorativas.
De su labor filantrópica destaca  la construcción en el año 1600 del convento e iglesia de los Capuchinos de Lieja, donde dejó dispuesta su sepultura y la de su esposa. Además fue mecenas  de pintores, escultores y arquitectos, por lo sus contemporáneos le apodaron con el sobrenombre de «El protector de las Bellas Artes».

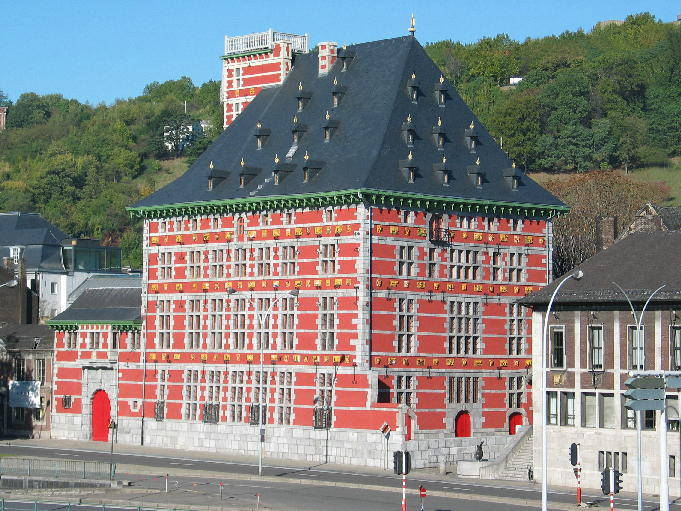
El Museo Curtius en el número 13 del Quai de Maastricht de Lieja. El antiguo palacio renacentista levantado por Jean Curtius está hoy dedicado a las artes decorativas y la arqueología.

La firma de la paz de España con sus dos grandes enemigos, Francia e Inglaterra, y la Tregua de los doce años con las Provincias Unidas de los Países Bajos en el año 1609 lleva a poner en graves problemas económicos a Jean Curtius, que por entonces era un importante proveedor de los ejércitos españoles.
Tras varios contactos con el Gobierno de España y tras el ofrecimiento en 1613, por parte de Curtius, de instalar una fundición en España, se desplaza a Vizcaya con el fin de poder instalar allí su industria. El rechazo del Señorío de Vizcaya, temeroso de la explotación de sus bosques y de la violación de sus privilegios, hizo que Curtius se enfrentase en un pleito que duró varios años. Su tenacidad hizo que buscara otra localización para sus instalaciones, fijándose en La Montaña (actualmente, comunidad autónoma de Cantabria) por su tradición en los trabajos con el hierro. En 1617 arrienda en Liérganes el Molino de la Vega y realiza varias obras de acondicionamiento, construye una fragua y compra montes en la localidad y hierro de varias ferrerías cercanas. En 1618 alquila una casa y el Molino de Arriba. Incorpora a sus instalaciones fundidores traídos de Lieja. El importante desembolso realizado y el reducido rendimiento de sus empresas en el principado de Lieja obligan a vender los derechos de explotación de las instalaciones de Liérganes en 1628.
El 12 de julio de ese mismo año muere en una posada de Liérganes, junto a su hijo capuchino descalzo Fray Miguel, y es enterrado en la Iglesia de San Pedro de Liérganes, en espera de poder trasladar el cuerpo a la iglesia de los Capuchinos Descalzos de Lieja que mandó construir, lo que parece ser que se llegó a realizar. En los años siguientes la fundición en Liérganes empieza a prosperar con la dirección de Jorge de Bande y llegará a convertirse en la principal factoría armamentística del Imperio español: la Real Fábrica de Artillería de La Cavada.